# Listă de unelte de grădinărit
Aceasta este o listă cu unelte de grădinărit:
- Cazma
- Coasă
- Făraș
- Ferăstrău
- Ferăstrău cu lanț
- Foreză manuală
- Furcă
- Găleată sau căldare
- Macetă
- Mistrie
- Motocultivator
- Plantator
- Plug
- Seceră
- Stropitoare
- Târnăcop
- Topor

## Veziși
- Grădinărit
- Unealtă